# Luck of Roaring Camp
Luck of Roaring Camp è un cortometraggio muto del 1910 diretto da Edwin S. Porter. Il regista firmò anche la sceneggiatura, tratta da The Luck of Roaring Camp, una storia di Bret Harte, pubblicata sull'The Overland Monthly nell'agosto 1868 che venne adattata diverse volte per lo schermo.

## Trama
Nel West, nel 1849, in un campo minerario giunge una giovane donna con il suo bambino. Il marito, un minatore, muore lasciandola vedova. Neppure lei sopravviverà a lungo e il bambino resta presto orfano. I rudi minatori fanno una colletta per il ragazzino che, giocando nei pressi del campo, scopre l'oro. Sarà adottato collettivamente da tutti gli uomini del campo.

## Produzione
Il film fu prodotto dalla Edison Manufacturing Company.

## Distribuzione
Distribuito dalla Edison Manufacturing Company, il film - un cortometraggio di 150 metri - uscì nelle sale cinematografiche statunitensi il 21 gennaio 1910. Nelle proiezioni, veniva programmato con il sistema dello split reel, accorpato in un'unica bobina con un altro cortometraggio prodotto dalla Edison, il drammatico The Coquette.

### Altre versioni
- The Luck of Roaring Camp, regia di Floyd France (1917)
- The Luck of Roaring Camp, regia di Irvin Willat (1937)